# Unie komor Labe/Odra
Unie komor Labe/Odra, zkráceně KEO, byla založena v roce 2000 jako neregistrovaný spolek a představuje sdružení polských, českých a německých průmyslových a hospodářských komor. Ty společně zastupují přeshraniční zájmy regionu Labe-Odra, ve kterém v roce 2010 žilo 37,6 mil. lidí, přibližně 7,5 % obyvatelstva Evropské unie (EU). Hrubý domácí produkt (HDP) činil v roce 716,6 miliard euro, což odpovídá 5,7 % hrubého domácího produktu EU. Region Labe-Odra patří k nejdůležitějším centrálním hospodářským prostorům v Evropě.

## Cíle Unie komor Labe/Odra

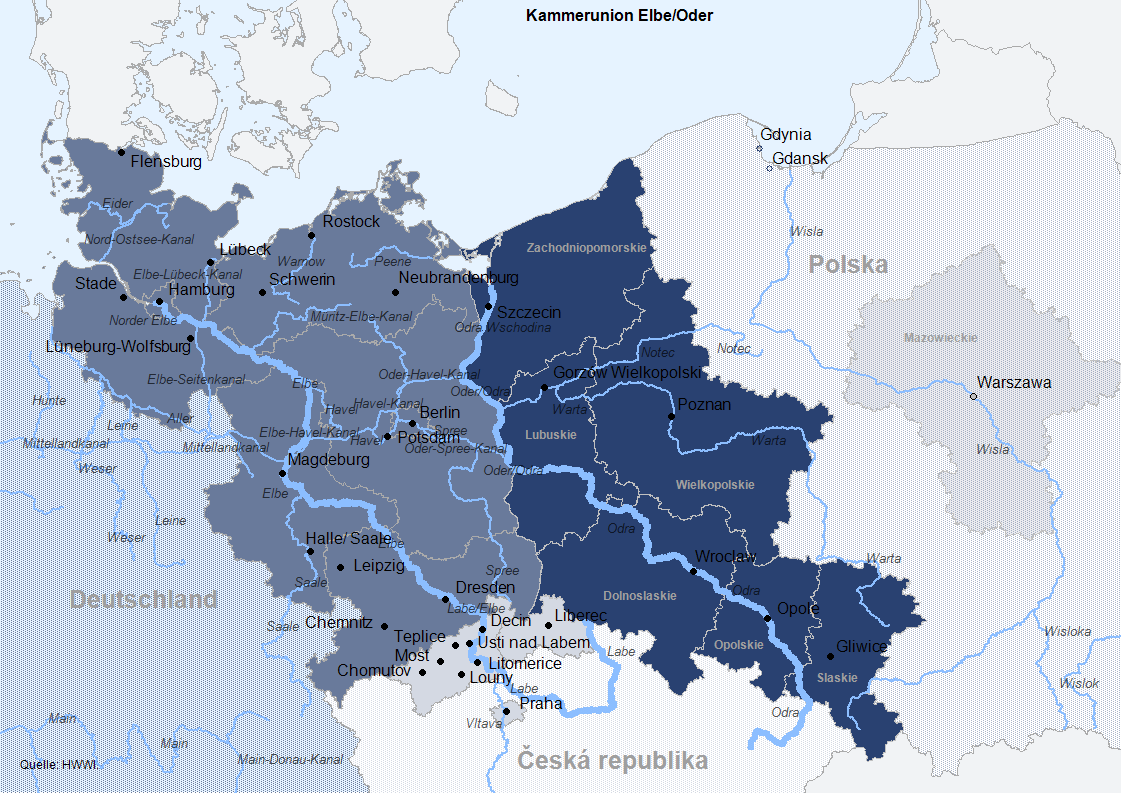
KEO-Elbe-Oder-Region

Cílem KEO je urychlení hospodářské integrace Polska, České republiky a Německa a účinnější integrace zájmů regionálních ekonomik do evropského rozvoje. V této souvislosti je obzvlášť důležité budování dopravních infrastruktur, protože udržitelný hospodářský rozvoj bez výkonných moderních dopravních sítí není myslitelný. Dopravní infrastruktura regionu Labe-Odra vykazuje v důsledku dlouholetého rozdělení Evropy i nadále deficity, zejména mezi hranicemi zemí a států. Spojení různých národních dopravních systémů, rozvoj multimodálních rozhraní a budování přeshraničních pozemních a vodních dopravních cest by mělo také přispět ke zvládnutí dopravy v zázemí přístavu Hamburk a tím také ke zapojení regionu do celosvětového obchodu. Přitom by současně měl být brán ohled na požadavky ochrany životního prostředí. To představuje velkou výzvu a vyžaduje společný postup regionů.

## Členství a členové
Unie komor Labe/Odra se rozlišuje na řádné a asociované členy.

### Řádní členové
Řádnými členy jsou všechny průmyslové a obchodní komory, jejichž působnost leží v povodí středoevropských vodních cest Labe a Odry.

#### Řádní členové z Německa
- Industrie- und Handelskammer Berlin
- Industrie- und Handelskammer Dresden
- Handelskammer Hamburg
- Handwerkskammer Magdeburg
- Handwerkskammer Ostbrandenburg
- Industrie- und Handelskammer Ostbrandenburg
- Industrie- und Handelskammer Halle-Dessau
- Industrie- und Handelskammer zu Leipzig
- Industrie- und Handelskammer zu Lübeck
- Industrie- und Handelskammer Lüneburg-Wolfsburg
- Industrie- und Handelskammer Magdeburg
- Industrie- und Handelskammer Potsdam
- Industrie- und Handelskammer zu Rostock
- Industrie- und Handelskammer zu Schwerin
- Industrie- und Handelskammer Stade für den Elbe-Weser-Raum
- Industrie- und Handelskammer Neubrandenburg für das östliche Mecklenburg-Vorpommern

#### Řádní členové z Polska
- Wielkopolska Izba Przemysłowo-Handlowa Poznań
- Dolnośląska Izba Gospodarcza Wrocław
- Zachodnia Izba Przemysłowo-Handlowa Gorzów
- Izba Gospodarcza „Śląsk” Opole
- Północna Izba Gospodarcza Szczecin

#### Řádní členové z České republiky
- Krajská hospodářská komora Liberec
- Krajská hospodářská komora Ústeckého kraje
- Okresní hospodářská komora Děčín
- Okresní hospodářská komora Chomutov
- Okresní hospodářská komora Teplice
- Okresní hospodářská komora Most
- Okresní hospodářská komora Louny
- Okresní hospodářská komora Litoměřice

### Asociovaní členové
Pro ostatní průmyslové a hospodářské komory, hospodářské komory a hospodářské svazy je otevřena možnost asociovaného členství. Asociovanými členy Unie komor Labe/Odra jsou:
- Německo-polská průmyslová a hospodářská komora
- Česko-německá obchodní a průmyslová komora

## Orgány
Orgány KEO jsou předsednictvo, valná hromada, jednatel a výbory.

### Předsednictví
Valná hromada volí ze svého středu předsednictvo, ve kterém má každý stát zastoupený v Unii komor Labe/Odra tři křesla. Předsednictvo je voleno na dobu dvou let. Opětovné zvolení je možné. Prezidentem Unie komor Labe/Odra je v současné době pan Jiří Aster, viceprezident Okresní hospodářské komory Ústí nad Labem.

### Valná hromada
Ve valné hromadě jsou zastoupeni všichni řádní členové, každý jedním křeslem a jedním hlasem. Asociovaní členové se mohou valných hromad účastnit s poradním hlasem. Valná hromada rozhoduje o všech otázkách zásadního významu. Zejména schvaluje důležité body roční práce a změny stanov.

### Jednatel
Valná hromada jmenuje řádného člena do funkce jednatelské komory vždy na dva roky. Hlavní jednatel jednatelské komory řídí jako generální tajemník činnost Unie komor Labe/Odra. Opětovné zvolení je možné. V současné době řídí generální sekretariát Hans-Jörg Schmidt-Trenz, hlavní jednatel jednatelské obchodní komory Hamburk.

### Výbory
Unie komor Labe/Odra disponuje dvěma aktivními výbory: dopravním výborem a výborem pro turismus. Dopravní výbor řídí pan Siegfried Zander z Obchodní a hospodářské komory Magdeburg, turistický výbor řídí pan Reinhard Wolf z Obchodní komory Hamburk.

### Stávající prezidenti a generální tajemníci KEO
Prezidenti:
- 2000–2002: Klaus Hieckmann, Průmyslová a obchodní komora Magdeburg
- 2002–2004: Wiktor Pawlik, Průmyslová a obchodní komora Gliwice
- 2006–2007: Jaroslav Kopta, KHK Liberec
- 2007–2009: Michael Lohse, Průmyslová a obchodní komora Chemnitz
- 2009–2011: Zbigniew Sebastian, Dolnoslezská hospodářská komora ve Vratislavi
- 2011–2013: Jiří Aster, OHK Děčín
- 2013-2015: Klaus Olbricht, Průmyslová a obchodní komora Magdeburg
- 2016-2018: Grzegorz Załoga, Zachodnia Izba Przemysłowo-Handlowa Gorzów
- 2018-2020: Jiří Aster, OHK Děčín
- 2020-2021: Carsten Christ,  Průmyslová a obchodní komora Ostbrandenburg

Generální tajemníci:
- 2000–2004: Hans-Jörg Schmidt-Trenz, Obchodní komora Hamburk
- 2004–2006: Jan Eder, Průmyslová a obchodní komora Berlin
- 2006–2010: Wolfgang März, Průmyslová a obchodní komora Magdeburg
- 2011-2016: Hans-Jörg Schmidt-Trenz, Obchodní komora Hamburk
- 2016-2018: Wolfgang März, Průmyslová a obchodní komora Magdeburg
- 2019-2021: Gundolf Schülke, Průmyslová a obchodní komora Ostbrandenburg

## Spolupráce
Unie komor Labe/Odra je spolupracujícím partnerem těchto organizací:
- Mezinárodní komise pro ochranu Odry před znečištěním
- Spolek pro evropskou vnitrozemskou lodní dopravu a vodní dopravní cesty, registrovaný spolek (VBW)